# Don't Ever Change
"Don't Ever Change" is een nummer van de Amerikaanse band The Crickets. Het nummer verscheen in 1962 als single.

## Achtergrond
"Don't Ever Change" is geschreven door Gerry Goffin en Carole King en geproduceerd door Snuff Garrett. Het nummer was oorspronkelijk geschreven voor The Everly Brothers, maar hun management vond het niet goed genoeg en het duo nam het dan ook nooit op. Het werd later wel opgenomen door The Crickets, met Jerry Naylor als zanger. Alhoewel het een van de minder bekende nummers is die door Goffin en King is geschreven, behaalde het wel de vijfde plaats in de Britse UK Singles Chart en de top 10 in zowel Ierland als Nieuw-Zeeland.
"Don't Ever Change" is gecoverd door The Beatles. Zij namen hun versie op 1 augustus 1963 op voor het BBC-radioprogramma Pop Go The Beatles, dat op 27 augustus werd uitgezonden. Deze versie is geproduceerd door Terry Henebery. De harmoniezang op het nummer is uitgevoerd door Paul McCartney en George Harrison, een zelden gehoorde combinatie in het oeuvre van de band. In 1994 verscheen deze cover op het album Live at the BBC.
"Don't Ever Change" is ook gecoverd door Brinsley Schwarz (op het album Please Don't Ever Change uit 1973), door Bryan Ferry (op These Foolish Things uit 1973), door Mike Berry (op The Rocker uit 1977) en door Mud (op Mud featuring Les Gray uit 1982).